# Actinella effugiens
Actinella effugiens es una especie de molusco gasterópodo de la familia Hygromiidae en el orden de los Stylommatophora.

## Distribución geográfica
Es  endémica de Madeira. 

## Estado de conservación
Se encuentra amenazada de extinción por la pérdida de su hábitat natural.